# Armance
Armance – rzeka we Francji, przepływająca przez tereny departamentów Yonne oraz Aube, o długości 47,7 km. Stanowi prawy dopływ rzeki Armançon.